# Dieter Lindner (marxador)
Dieter Lindner   (Nebra, 18 de gener de 1937 - Freyburg, 13 de maig de 2021) va ser un atleta de l'Alemanya Oriental que competia principalment en la prova de 20 quilòmetres marxa.
Va guanyar la medalla de plata per a l'equip unit d'Alemanya en els 20 quilòmetres marxa als Jocs Olímpics d'estiu de 1964 celebrats a Tòquio i la medalla d'or al Campionat d'Europa d'atletisme de 1966. Altres èxits inclouen un quart lloc als Jocs Olímpics d'estiu de 1960 i un sisè lloc al Campionat d'Europa d'atletisme de 1962.